# Stefan Ingves
Stefan Nils Magnus Ingves, född 23 maj 1953 i Åbo i Finland, är en finlandssvensk ämbetsman och nationalekonom. Han var chef för Sveriges riksbank 2006 till 2022.

## Biografi
Ingves är uppvuxen i Vasa och Oravais, men framför allt i Närpes. Släkten kommer på faderns sida från Lappfjärd, där hans farfars far drev gästgiveri. Ingves far var bankdirektör i Närpes och hans mor hushållslärarinna. Han åkte 1970 som sjuttonåring till USA för att studera och flyttade året efter till Stockholm. Han studerade på Handelshögskolan i Stockholm där han disputerade i nationalekonomi 1984 med avhandlingen Aspects of trade credit, som behandlar teoretiska modeller för krediter mellan företag. Han är sedan oktober 2009 hedersdoktor vid Svenska handelshögskolan i Helsingfors. 
Ingves var bankdirektör på Svenska Handelsbanken 1984–1986, verkställande direktör för optionsbörsen SOFE 1987 och utsågs året därpå till finansråd och chef för finansmarknadsavdelningen på Finansdepartementet. Han var verksam på Finansdepartementet till 1992 och var samtidigt styrelsemedlem i Stockholms fondbörs, Värdepapperscentralen och Riksgäldskontoret. Han blev därefter generaldirektör vid Bankstödsnämnden 1993 och var 1995–1998 vice riksbankschef. År 1999 fick han posten som chef för avdelningen för monetära och finansiella system vid Internationella valutafonden.
I oktober 2005 utsågs Ingves till Lars Heikenstens efterträdare som riksbankschef med en mandatperiod på sex år från den 1 januari 2006. 2011 förlängdes Ingves mandat med ytterligare sex år till 2017. Riksbanksfullmäktige beslutade därefter att förlänga Stefan Ingves mandat till 2023. Han är även medlem i Europeiska centralbankens generalförsamling, sitter i styrelsen för Bank for International Settlements i Basel (BIS) och är ordförande för Basel-kommittén för banktillsyn. Sedan 2019 är han också förste vice ordförande i Europeiska systemrisknämnden, ESRB.
Den 17 juni 2022 meddelade Riksbanken att Ingves avgår som Sveriges riksbankschef den 31 december 2022, i samband med att hans förordnande löper ut. Han efterträddes vid årsskiftet på posten som chef för Sveriges riksbank av Erik Thedéen. Han fortsätter som föreläsare och anknuten forskare vid institutet Swedish House of Finance i Handelshögskolan i Stockholm.
Ingves är gift med Deborah Ingves och har tre vuxna barn. Han är bosatt sedan många år i Upplands Väsby.

## Utmärkelser
- Kommendörstecknet av I klass av Finlands Vita Ros’ orden,  30 september 2021[8]

[Redigera Wikidata]